# Euénor
Euénor ou Euènôr ou Événor (en grec ancien Εὐήνωρ) est un sculpteur grec, actif à Athènes dans la première moitié du Ve siècle av. J.-C.
Son nom est connu uniquement parce qu'il est mentionné sur trois bases de statues, dont une est attribuée de façon incertaine à l'Athéna Angélitos, de style sévère, conservée au musée de l'Acropole d'Athènes, inv. 140.
| Objet | Description | Origine et datation         |
| ----- | --- | --------------------------- |
| 140   | Athéna Angélitos ou Athéna d'Euènôr. La déesse porte l'égide et le péplos. Il manque le bras gauche et l'avant-bras droit. La tête n'a jamais été retrouvée. La statue était probablement installée sur une base de comportant une dédicace à Athéna par Angélitos d'une œuvre sculptée par Euènôr. Musée de l'Acropole d'Athènes. | Acropole d'Athènes ca. -480 |